# Hipparchia deannulata
Hipparchia deannulata är en fjärilsart som beskrevs av Pionneau 1933. Hipparchia deannulata ingår i släktet Hipparchia och familjen praktfjärilar. Inga underarter finns listade i Catalogue of Life.